# Dalnic, Odesa
Dalnic (în ucraineană Дальник, transliterat: Dalnîk) este localitatea de reședință a comunei Dalnic din raionul Odesa, regiunea Odesa, Ucraina. Potrivit recensământului din 2001, are o populație de 1241 locuitori.

## Istoric

### Masacrul evreilor din Odesa
În data de 24 octombrie 1941, aproximativ 22.000 de evrei din Odesa au fost omorâți la Dalnic din ordinul lui Ion Antonescu drept represalii la aruncarea în aer a comandamentului trupelor române din Odesa. Comandamentul Armatei Române, stabilit în fosta clădire a NKVD-ului care fusese minată de sovietici înainte de căderea orașului Odesa, a sărit în aer in seara zilei de 22 octombrie. Evreii au fost conduși de la Odesa la Dalnic în cursul zilei de 24 octombrie de locotenent-colonelul Nicolae Deleanu și locotenent-colonelul de jandarmi Mihail Niculescu (poreclit „Coca-călăul”). Primii 50 de evrei ar fi fost împușcați personal de locotenent-colonelul Nicolae Deleanu. Oamenii au fost înghesuiți în patru magazii, dintre care una era minată în prealabil. Magazia minată a fost aruncată în aer la ora 17.45 (oră la care fusese aruncat în aer și comandamentul Armatei Române două zile mai devreme), iar celorlalte trei magazii li s-a dat foc. Soldaților români li s-a dat ordin să ia poziție în jurul magaziilor, la 50 de metri de acestea, și să deschidă focul asupra tuturor celor ce ar fi încercat să scape.
Relatarea unui martor ocular al măcelului:
|  | „Au fost masați până la refuz în patru magazii care au fost apoi nimicite pe rând, cu foc de mitraliere, pușcă, stropite cu benzină și incendiate, cu excepția ultimei magazii care a fost dinamitată. Vacarmul și scenele înfiorătoare ce au avut loc depășesc puterea de evocare: femei cu părul în flăcări, oameni răniți și aprinși de vii ieșeau prin acoperișul sau spărturile magaziilor incendiate, căutând înnebuniți o scăpare. De jur împrejur însă îi țintea arma ostașilor care aveau ordinul de a nu scăpa niciun civil. Grozăvia sinistrului era așa de puternică încât tulburase adânc pe toți cei de față, soldați și comandanți. Într-o stare sufletească în care rațiunea era gonită și înăbușită de instinct, oamenii confirmau misiunile primite, le executau febril sau se ascundeau, retrăgându-se deoparte, după cum, probabil, era firea fiecăruia. Astfel unii soldați trăgeau încruntați, calm, alții se închinau și trăgeau, iar arma le tremura în mână, alții trăgeau aiurea, alții chiar evitau să tragă. [...] Cei dinăuntrul magaziilor, îngroziți de chinurile morții, încercau să evadeze sau se ridicau pe geamuri în mijlocul flăcărilor, implorând să fie împușcați. Cei mai mulți dintre ofițerii ce erau la fața locului erau impresionați la lacrimi de ceea ce erau nevoiți să facă și unii dintre ei abandonau poziția, eschivându-se sau chiar ascunzându-se printre alți soldați fără misiune”. |

Alți aproximativ 45.000 de evrei din Odesa au fost trimiși în lagărul de concentrare Bogdanovca unde au fost uciși.

## Demografie
Componența lingvistică a localității Dalnîk
     Ucraineană (83,72%)
     Rusă (12,73%)
     Alte limbi (2,34%)
Conform recensământului din 2001, majoritatea populației localității Dalnîk era vorbitoare de ucraineană (83,72%), existând în minoritate și vorbitori de rusă (12,73%) și armeană (1,05%).